# VIVA!ロキシー・ミュージック
『VIVA!ロキシー・ミュージック (ザ・ライヴ・ロキシー・ミュージック・アルバム)』（Viva!）は、ロキシー・ミュージック初のライブ・アルバム。通算6作目に相当し、解散発表と相前後して1976年夏に発表された。

## 解説

### 経緯
ロキシー・ミュージックは1975年10月にアルバム『サイレン』を発表し、同月、イギリス・ツアーを行なった、11月から翌1976年3月までアメリカ・ツアーを行ない、1976年6月末に解散を発表した。
解散に際して2枚組ライブ・アルバムの発表が企画され、メンバーは、1973年10月から1975年10月までの間に行なわれたツアーで得られた39曲の127の異なる録音を聴いた。結局、8曲を収録した1枚組アルバムが、クリス・トーマスをプロデュ―サーに迎えて制作された。

### 内容
収録された音源は、1973年11月のグラスゴー公演、1974年10月のニューカッスル・アポン・タイン公演、1975年10月のロンドン公演から選ばれた。
8曲の収録曲のうち、5曲は1974年10月27日と28日のニューカッスル公演で録音された。この公演はアルバム『カントリー・ライフ』（1974年）の発表に伴なって行なわれた国内ツアーのもので、アルバムの裏ジャケットには、ツアーに準メンバーとして参加したジョン・ウェットン（ベース）の名前が正式メンバーと並んで表記されている。
残り3曲のうち、2曲は1973年11月2日のグラスゴー公演、1曲は1975年10月17日または18日のロンドン公演で録音された。グラスゴー公演はアルバム『ストランデッド』（1973年）、ロンドン公演は『サイレン』の為のツアーのものだった。これらのツアーでは、それぞれサル・メイダとジョン・ガスタフソンが準メンバーとしてベースを担当した。
8曲の収録曲のうち、6曲はブライアン・イーノが在籍した時期の楽曲である。
ジャケットの写真はウェンブリー・エンパイアプールで行なわれた1975年10月17日または18日のロンドン公演の映像で、女性は当日コーラスを担当したザ・サイレンズである。

## 収録曲
「アウト・オブ・ザ・ブルー」を除き、全曲ブライアン・フェリー作。
1. 「アウト・オブ・ザ・ブルー」 - "Out of the Blue" (フェリー、フィル・マンザネラ)  4:44
2. 「パジャマラマ」 - "Pyjamarama" 3:36
3. 「ザ・ボーガス・マン」 - "The Bogus Man" 7:05
4. 「チャンス・ミーティング」 - "Chance Meeting" 2:58
5. 「ボス・エンズ・バーニング」 - "Both Ends Burning"  4:46
6. 「イフ・ゼア・イズ・サムシング」 - "If There Is Something" 10:37
7. 「イン・エヴリ・ドリーム・ホーム・ア・ハートエイク」 - "In Every Dream Home a Heartache" 8:23
8. 「ドゥ・ザ・ストランド」 - "Do the Strand" 4:00

※録音年月日と場所
- 1974年10月27日または28日、ニューカッスル・シティ・ホール - #1、#3、#6－8
- 1973年11月2日、グラスゴー・アポロ - #2、#4
- 1975年10月17日または18日、ウェンブリー・エンパイアプール - #5

## 参加メンバー
ロキシー・ミュージック
- ブライアン・フェリー – ボーカル、キーボード
- アンディ・マッケイ – サクソフォーン、オーボエ
- ポール・トンプソン – ドラム
- フィル・マンザネラ – ギター
- エディ・ジョブソン – ヴァイオリン、シンセサイザー、キーボード
- ジョン・ウェットン[注釈 9] – ベース（#1、#3、#6－8）

アディショナル・ミュージシャン
- ジョン・ガスタフソン[注釈 9] – ベース（#5）
- リック・ウィルス[注釈 10][4] – ベース（クレジットのみ）[10]
- サル・メイダ[注釈 9][8] – ベース（#2、#4）
- ザ・サイレンズ（ドリーン・チャンター、ジャッキー・サリヴァン）[注釈 11] – バック・ボーカル（#5）